# (74039) 1998 HA80
(74039) 1998 HA80 – planetoida z pasa głównego asteroid okrążająca Słońce w ciągu 3,47 lat w średniej odległości 2,29 j.a. Odkryta 21 kwietnia 1998 roku.